# Естонска телевизия
Естонска телевизия (на естонски: Eesti Televisioon, ETV, ЕТВ) е най-големият обществен телевизионен канал в Естония.
Излъчва се от 19 юли 1955 г. и в продължение на десетилетия е единственият канал, чиято програма се изготвя в страната. Целите, които си поставя са да подпомага и разпространява естеонските национални култура и записи, да представя и запазва най-добрите ѝ постижения, взвемайки под внимание интересите на малцинствени групи. Целевата група на канала обхваща всички възрастови групи, а програмата включва образователни, научни и културни програми, както и програми за начина на живот, новинарски емисии, забавни програми и отразяване на спорта. 
От 1 юли 2007 г. каналът е контролиран от обществената институция „Естонски обществени съобщения“ (Eesti Rahvusringhääling).
Решението за създаването на естонски телевизионен канал е взето през 1953 г. от правителството на Съветския съюз. Програмата на канала е предимно на естонски език, като по време на Съветската окупация включва и материали на руски език. След Перестройката и по време на Пеещата революция ЕТВ дава платформа за представяне на критика срещу съветския режим и призиви за естонска независимост от ред естонски интелектуалци и мислители.
След възстановяването на естонската независимост, телевизионният канал получава конкуренция от новите частни канали ТВ3 (TV3) и Канал 2 (Kanal 2), поради което започва да излъчва реклами. Преустановява излъчването им през 2002 г. Междувременно ЕТВ става член на Европейския съюз за радио и телевизия, а през 2002 г. е домакин на Евровизия.